# 이태영 (1929년)
이태영(李泰榮, 1929년 ~ 1995년 11월 30일)는 대한민국의 교육자, 사회사업가이며 한국사회사업대학의 2대 학장이자 영광학원의 2대 이사장이며 대구대학교의 창설자이다. 호는 창파(滄波)이다. 독립운동가 겸 목회자 이영식의 아들이다.
독립운동가이며 학교법인 영광학원 설립자인 이영식 목사의 아들로 1961년 대구대 전신인 한국사회사업대학 2대 학장에 취임한 뒤 1979년 4년제로 승격한 한사대학교의 초대 총장이 되었다. 2년 후 대구대학교로 개칭되고, 1995년까지 대구대와 영광학원을 이끌었다.

## 가족 관계
- 아버지 : 이영식 (1894년 ~ 1981년)
- 배우자 : 고은애 (1930년 ~ 2020년 7월 3일)
  - 장남 : 이근용 - 現 대구사이버대학교 총장
    - 첫째 며느리 : 장은진

  - 차남 : 이근민 - 애광학원 이사장
    - 둘째 며느리 : 이은혜

  - 삼남 : 이근도 - UCLA 연구원 
    - 셋째 며느리 : 황신현
- 딸 : 이예숙 - 前 대구미래대학교 총장